# Terpna vigil
Terpna vigil är en fjärilsart som beskrevs av Louis Beethoven Prout 1926. Terpna vigil ingår i släktet Terpna och familjen mätare. Inga underarter finns listade i Catalogue of Life.